# Фельдгеррнгалле

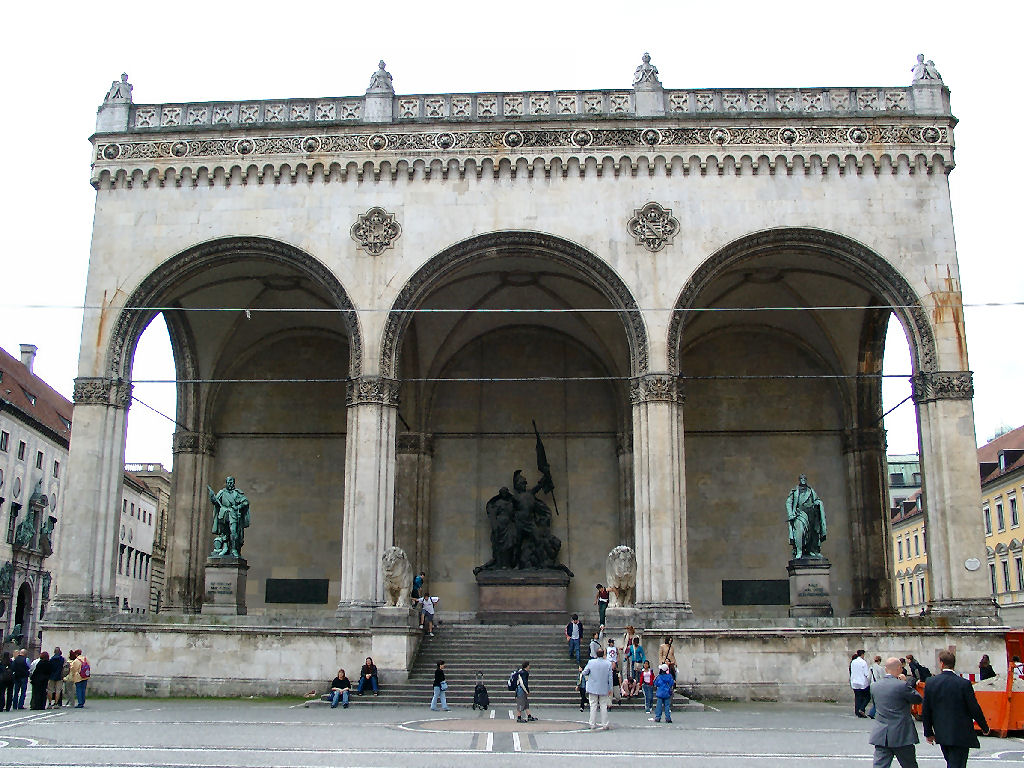
Фельдгеррнгалле

Фельдгеррнгалле (нім. Feldherrnhalle — «Зал баварських полководців») — лоджія в південній частині площі Одеонсплац в мюнхенському районі Максфорштадт. Розміщена в пішоходній зоні столиці Баварії.

## Історія

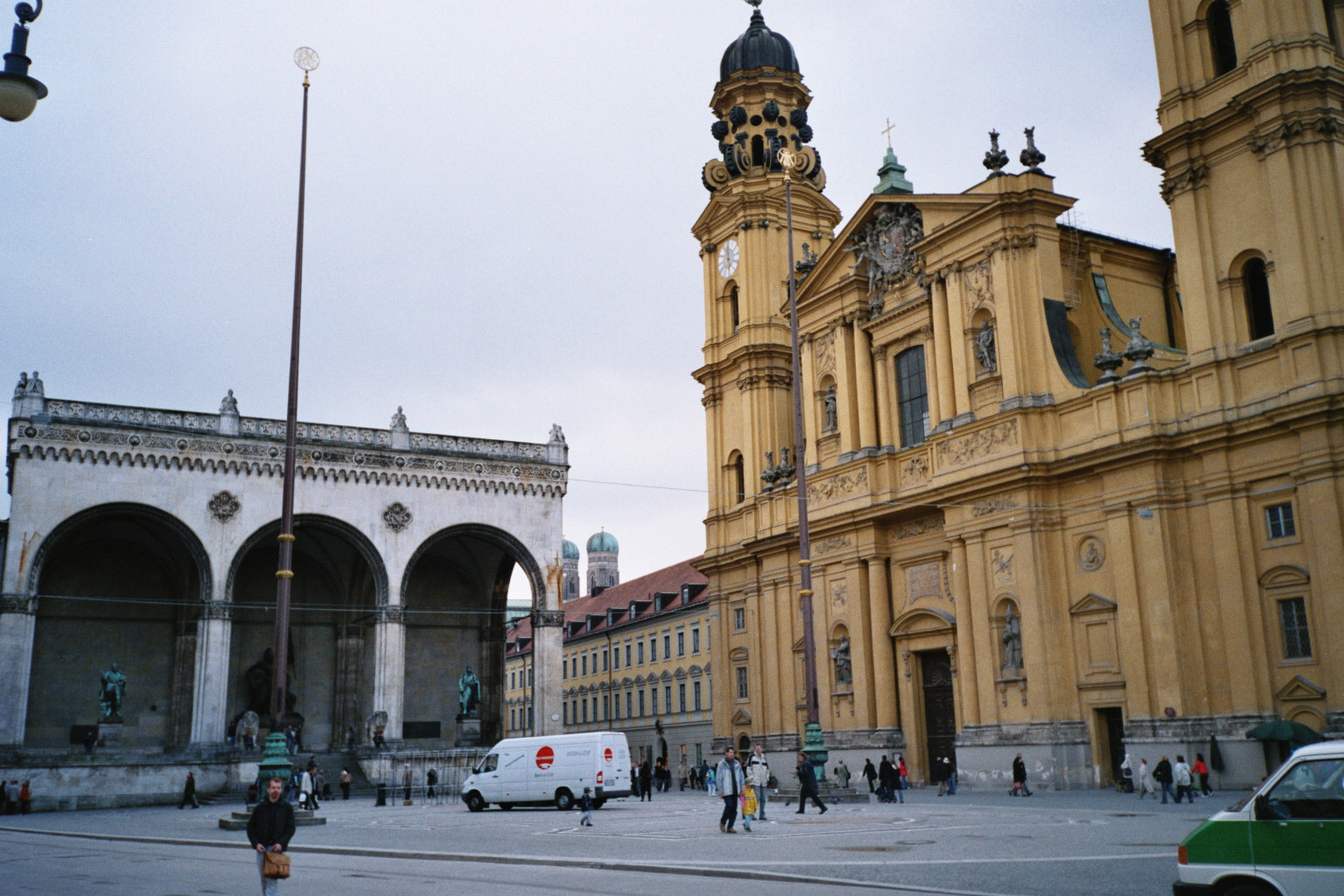
Вид на Фельдгеррнгалле та Театинеркирхе (зправа)

Споруда була зведена в 1841—1844 роках архітектором Фрідріхом фон Гертнером на замовлення короля Баварії Людвіга I. Зразком для неї стала флорентійська Лоджія Ланці. Ця споруда повинна була стати початкової у проектованні вулиці Людвігштрасе, що мала навести порядок у запутаній схемі мюнхенських магістралей. Фельдгеррнгалле повинна була оформити гармонійний перехід від старого центру міста до нової вулиці.
Споруда символізувала перемоги баварських військ. Вся воєнна історія Баварії знайшла своє відображення в скульптурних образах графа Тіллі і князя Вреде, відлитих Людвигом фон Шванталером з гарматної бронзи.

## Пивний путч 1923 року
В неділю 9 листопада 1923 року Адольф Гітлер разом зі своїми соратниками висунувся з пивного залу Бюргербройкеллер до Фельдгеррнгалле, де відбулися сутички з баварською поліцією. Саме тут марш путчистів був зупинений.
Після приходу до владу нацистів в 1933 році лоджія Фельдгеррнгалле стала центром уваги для нацистської пропаганди. На східній стіні була встановлена меморіальна дошка з іменами загиблих, біля котрої виставлено почесну варту СС. Кожен, хто проходив повз, повинен був віддати честь. Дошка була знята, коли місто зайняли американські війська в 1945 році.
Фельдгеррнгалле під час правління нацистів був кінцевою ціллю щорічних пам'ятних маршів від Бюргербройкеллер. Під час одного з таких маршів 9 листопада 1938 року швейцарець Моріс Баво намагався застрелити Гітлера.
Фельдгеррнгалле несла велике навантаження для націонал - соціалістів. Її і'мя було присвоєне декільком бойовим підрозділам вермахту.

## Пам'ятники
- бронзова статуя графа Тіллі роботи Фердинанда фон Міллера по ескізу Людвіга Шванталера;
- бронзова статуя князя Вреде роботи Фердинанда фон Міллера по ескізу Людвіга Шванталера;
- пам'ятник баварської армії (ескіз скульптора Фердинанда фон Міллера, 1892);
- кам'яні леви біля парадних сходів (архітектор Вільгельм фон Рюманн, 1906).

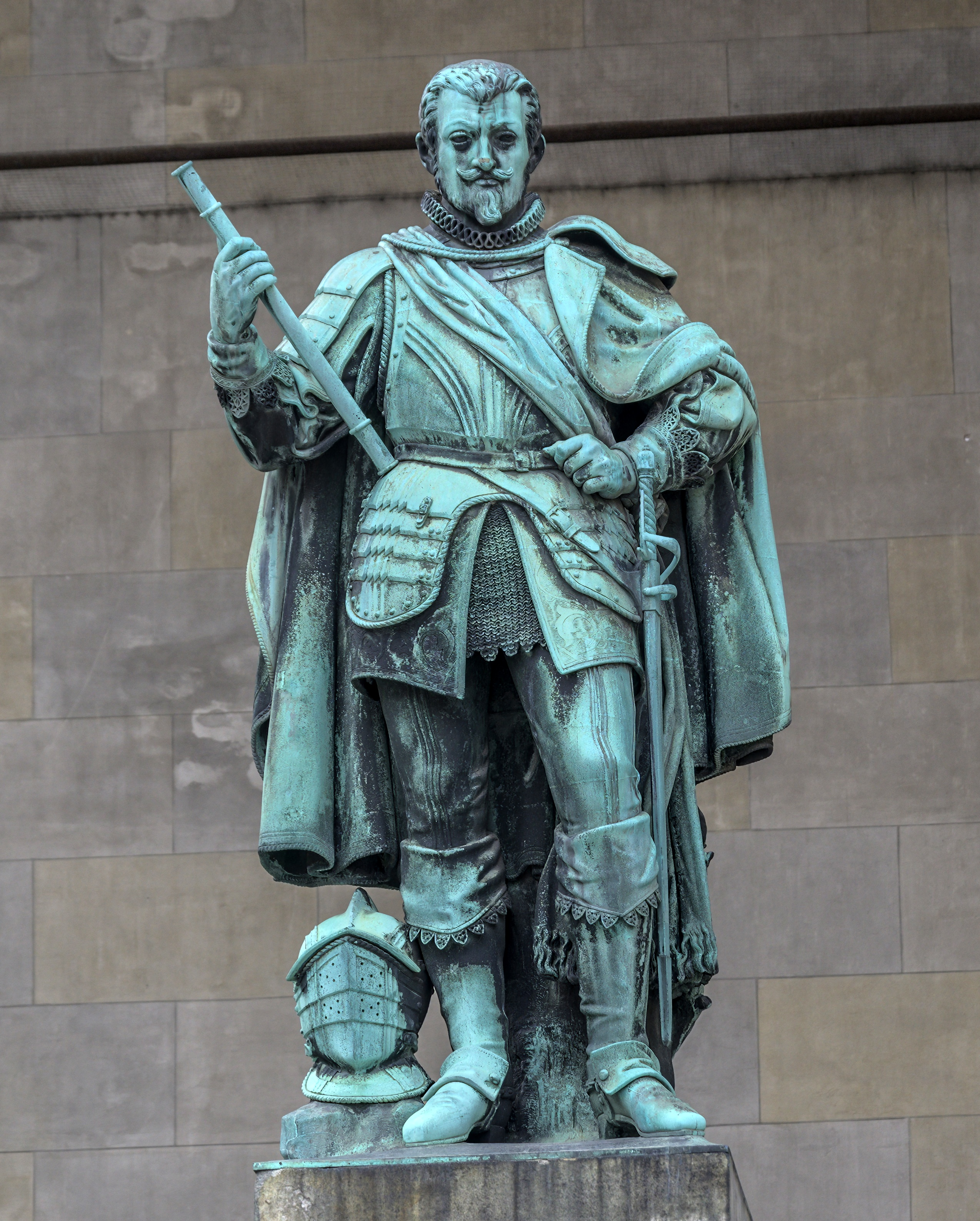
Бронзова скульптура графа Тіллі
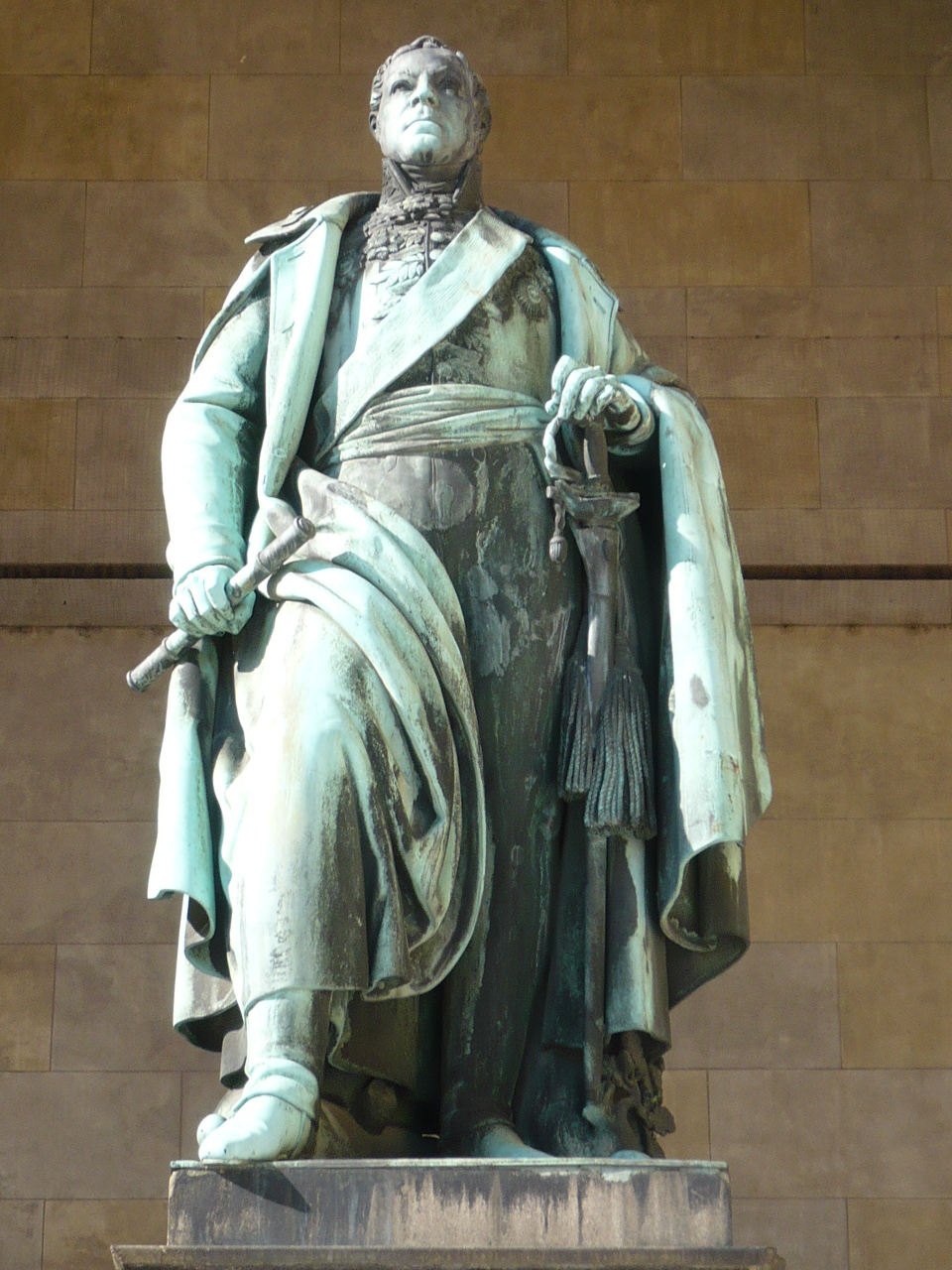
Бронзова скульптура князя Вреде
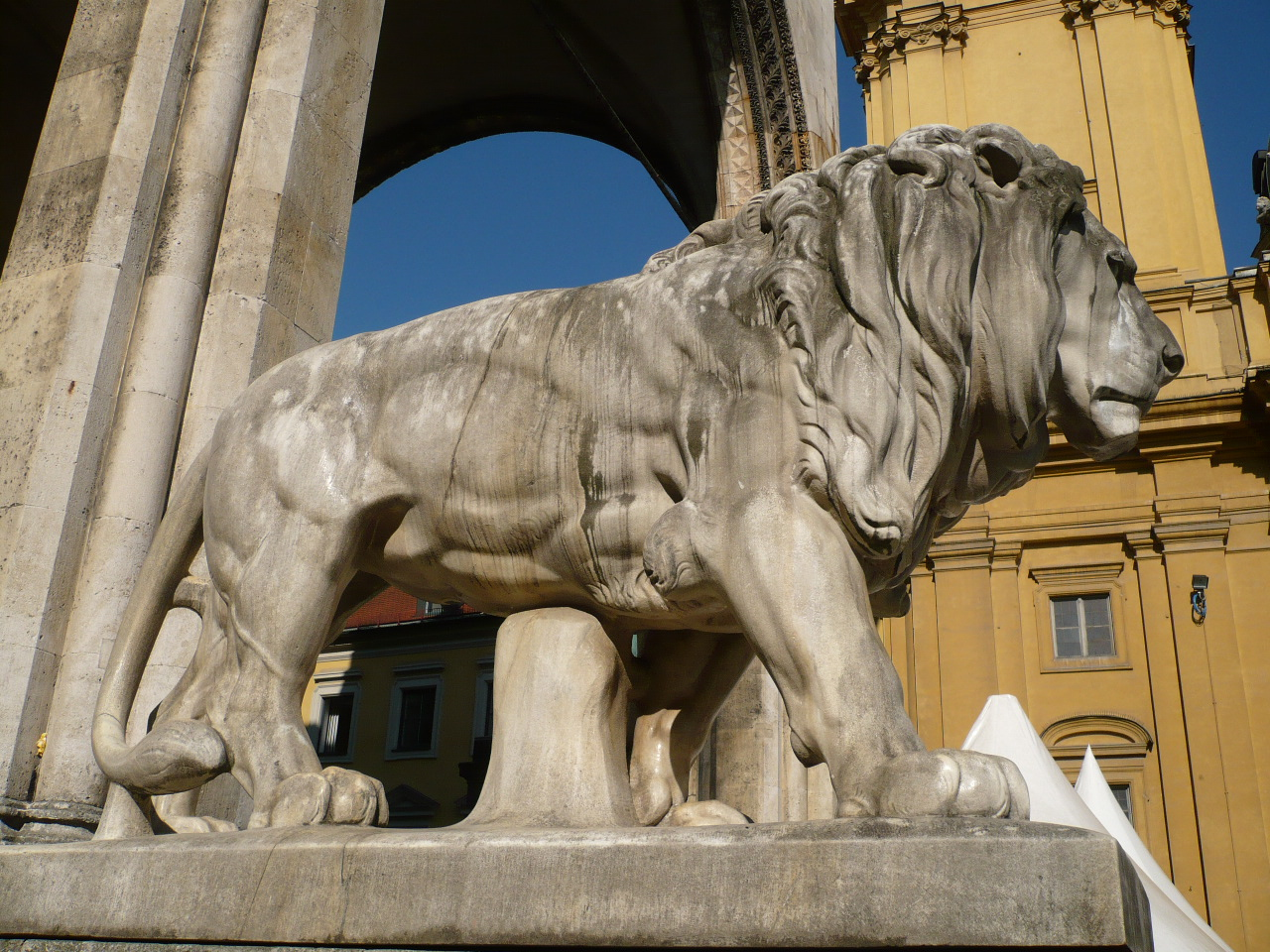
Кам'яний лев
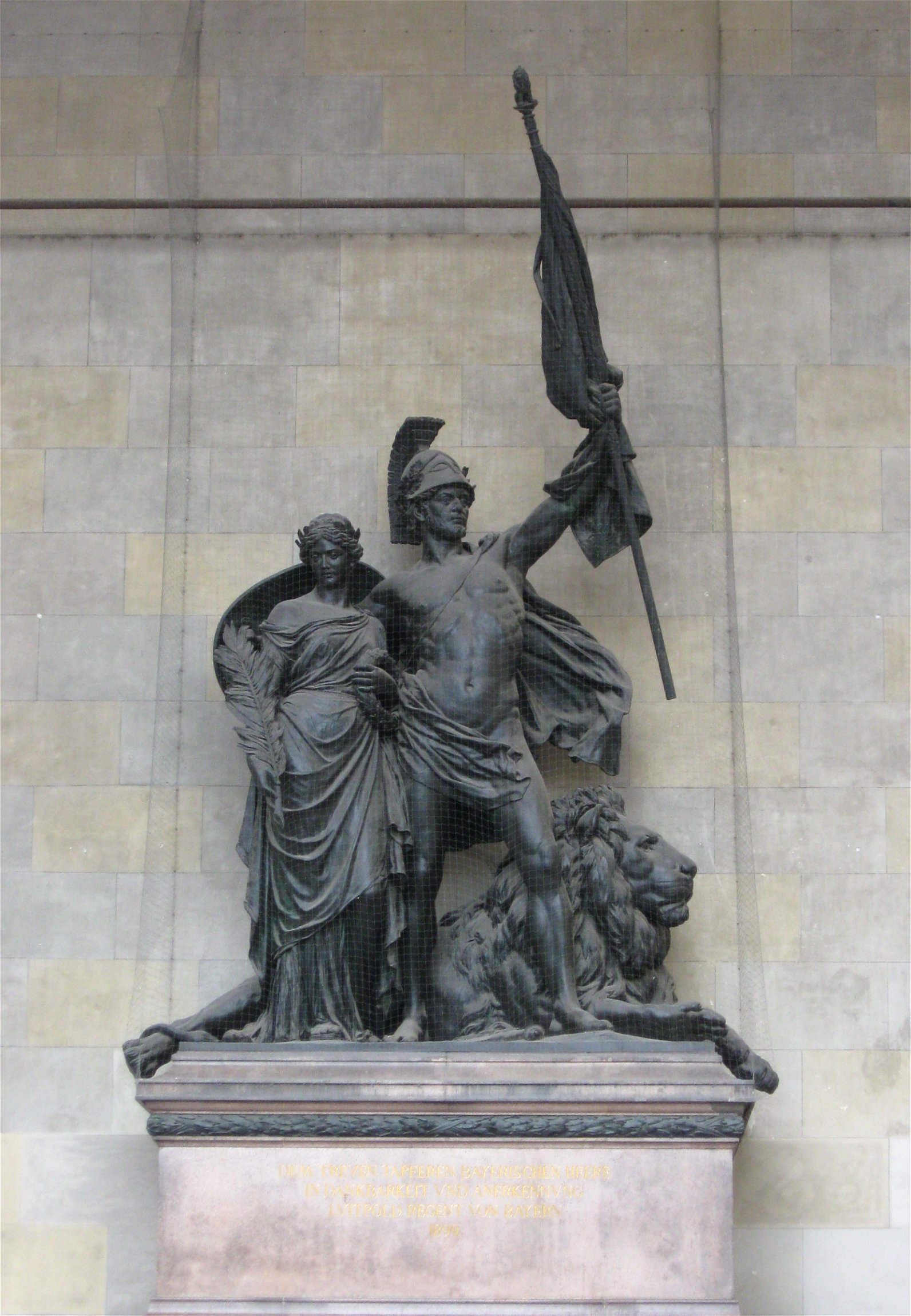
Пам'ятник баварської армії
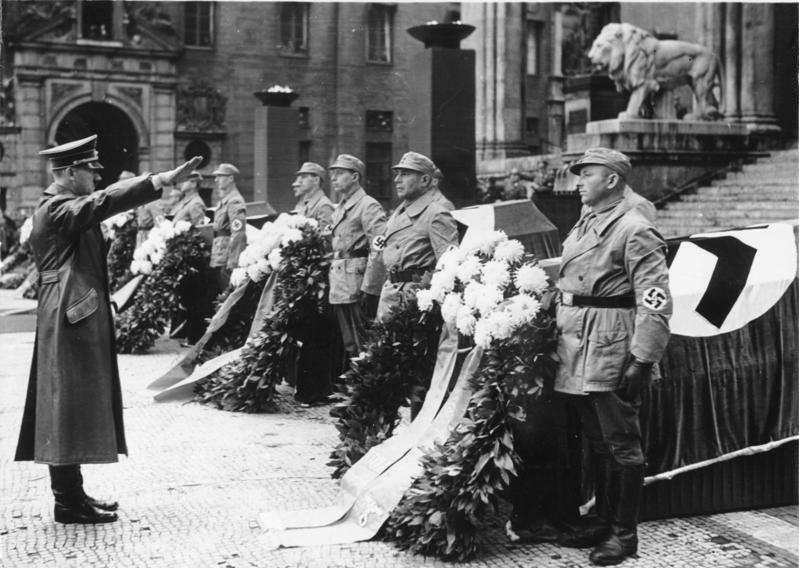
Адольф Гітлер біля Фельдгеррнгалле, 11.11.1939
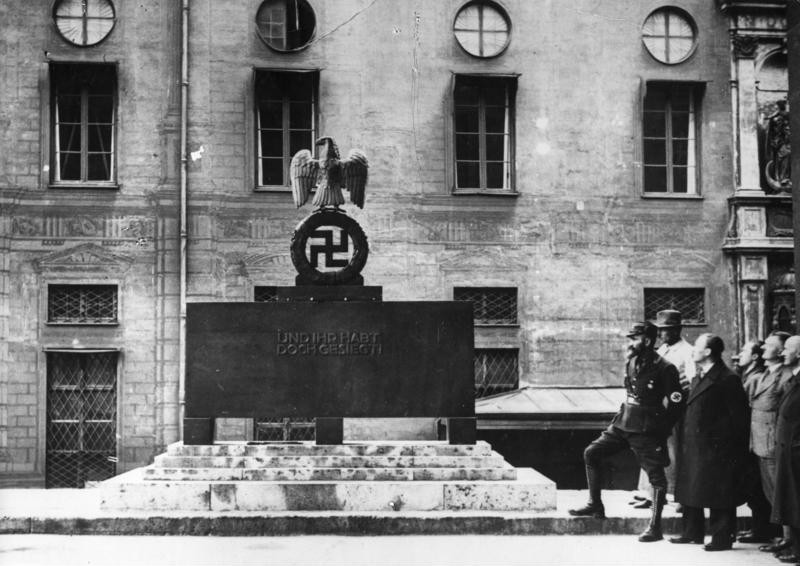
Пам'ятник загиблим під час пивного путчу, 1933 року.

## Цікаві факти
- Мюнхенці іронізують з приводу назви лоджії «Зал баварських полководців»: «перший — не баварець, а другий — не полководець».
- З приводу пам'ятника баварської армії жартують, що там зображений справжній баварець: «Прапор віддам — жінку ніколи!»
- Фельдгеррнгалле зображений на нагороді — Орден крові.